# 日比津村
日比津村（ひびつむら）は、愛知県愛知郡にあった村。現在の名古屋市中村区の一部にあたる。

## 地理
庄内川の東の沖積平野に位置していた。

## 歴史
- 江戸時代は尾張藩領、大代官所支配であった[2]。
- 1889年（明治22年）10月1日、町村制の施行により、愛知郡日比津村が単独で村制施行し、日比津村が発足[1][2]。大字は編成せず[2]。
- 1906年（明治39年）5月10日、愛知郡鷹場村、織豊村と合併し、中村を新設して廃止された[1][2]。合併後、中村日比津となる[2]。

### 地名の由来
土津（ひじつ、泥湿地の意）に由来。

## 産業
- 農業[2]

## 教育
- 1873年（明治6年）小出貫一宅に小学大貫学校開校[2]。1976年（明治9年）泥津学校に改称[2]。1887年（明治20年）尋常日比津学校（現名古屋市立日比津小学校）となる[2]。